# Ministério Público do Estado de Alagoas
O Ministério Público do Estado de Alagoas (MPAL) é uma instituição pública, permanente, autônoma e independente, essencial à função jurisdicional do Estado. Cabe-lhe a defesa da ordem jurídica, do regime democrático e dos interesses sociais e individuais indisponíveis, conforme dispõe a Constituição brasileira de 1988 e a Constituição do Estado de Alagoas. Está presente em todas as comarcas do estado e tem sede na cidade de Maceió, capital estadual.
Nos termos da legislação federal e estadual, o MPAL atua judicial e extrajudicialmente em diversas áreas de interesse público. Entre elas, destacam-se o controle externo da atividade policial, a defesa do consumidor, dos direitos assegurados no Estatuto da pessoa idosa, das crianças e adolescentes, do meio ambiente, da saúde pública e das fundações. Além disso, promove a ação penal pública, pode instaurar inquéritos civis, ajuizar ações civis públicas, firmar termos de ajustamento de conduta, propor ações de inconstitucionalidade e representar pela intervenção do Estado nos municípios alagoanos, conforme previsto na Lei Complementar nº 15, de 27 de dezembro de 1996.
A instituição é composta por promotores de Justiça, que atuam em primeira instância, e procuradores de Justiça, que oficiam junto aos tribunais. Sua estrutura organizacional divide-se em órgãos de administração superior, de administração, de execução e auxiliares. Entre os órgãos superiores estão a Procuradoria-Geral de Justiça, o Colégio de Procuradores de Justiça, o Conselho Superior do Ministério Público e a Corregedoria-Geral do Ministério Público.
Desde 2024, o MPAL é chefiado pelo procurador de Justiça Lean Antônio Ferreira de Araújo, nomeado para o cargo de Procurador-Geral de Justiça para o biênio 2024–2026. A nomeação foi feita pelo governador do Estado com base em lista tríplice formada por votação interna entre membros da carreira, conforme previsto na Constituição estadual e regulamentado pela LC nº 15/1996.

## Atuação institucional

### Caso Braskem
Em resposta aos danos geológicos ocorridos em Maceió a partir de 2018 — como rachaduras em imóveis, afundamento do solo e evacuação de bairros inteiros —, o Ministério Público do Estado de Alagoas (MPAL) instituiu, em 23 de janeiro de 2019, uma força-tarefa composta por cinco promotores de Justiça para conduzir procedimentos relacionados à responsabilidade da empresa Braskem pelas atividades de mineração de sal-gema na capital alagoana. Em abril do mesmo ano, o MPAL e a Defensoria Pública do Estado de Alagoas ajuizaram ação civil pública solicitando o bloqueio de mais de R$ 6 bilhões das contas da mineradora.
Com base em relatório técnico do Serviço Geológico do Brasil, publicado no fim de 2019, que confirmou a atividade de mineração como causa dos danos, o MPAL passou a atuar de forma integrada com o Ministério Público Federal, a Defensoria Pública do Estado de Alagoas e a Defensoria Pública da União, com apoio do Observatório Nacional. Em dezembro de 2019, essas instituições celebraram um acordo judicial com a Braskem, homologado pela 3ª Vara Federal de Alagoas, prevendo indenizações e medidas de desocupação assistida. O acordo já envolveu cerca de 60 mil pessoas e mais de 14 mil imóveis, com um total de R$ 3,7 bilhões em restituições, incluindo recursos para realocação dos moradores.
Nos anos seguintes, o MPAL também firmou novos acordos relacionados à reparação socioambiental e urbanística, incluindo obras de infraestrutura na região dos Flexais e a obrigação de preenchimento das minas abandonadas, com valores adicionais pactuados em R$ 150 milhões.